# وكالة الفضاء التركية
وكالة الفضاء التركية (بالتركية: Türkiye Uzay Ajansı) هي وكالة حكومية لأبحاث الفضاء الوطنية في تركيا. تم تأسيسها رسميًا بموجب مرسوم رئاسي في 12 ديسمبر 2018.
يقع مقر الوكالة الرئيسي في العاصمة أنقرة، والوكالة تابعة لوزارة العلوم والتكنولوجيا. مع إنشاء وكالة الفضاء التركية تم إلغاء قسم تقنيات الطيران والفضاء في وزارة النقل والبنية التحتية. ستقوم الوكالة بإعداد خطط إستراتيجية تشمل الأهداف المتوسطة والطويلة الأجل والمبادئ والنهج الأساسية والأهداف والأولويات ومقاييس الأداء والطرق الواجب اتباعها وتخصيص الموارد لعلوم وتكنولوجيا الفضاء الجوي.
تعمل الوكالة في علاقة وثيقة مع معهد توبيتاك لأبحاث تكنولوجيا الفضاء. ويديرها مجلس تنفيذي يتكون من سبعة أعضاء. مدة عضوية مجلس الإدارة والرئيس المستبعد هي ثلاث سنوات.
وقد صرحت الوكالة على لسان رئيس الصناعة الدفاعية إسماعيل دمير أن تركيا قد شهدت الفضاء وهي تصريحات غير مباشرة أعلنت عنها الحكومة وصولها للفضاء وذلك في حزيران من عام 2020م.

## برنامج الفضاء الوطني
- في عام 2023 (الذكرى المئوية للجمهورية) ستقوم تركيا بهبوط صعب على سطح القمر، وهبوط سهل في عام 2028.
- سيتم إنشاء شركة جديدة لإنتاج الأقمار الصناعية.
- العمل والسعي لتحقيق التفوق الإقليمي.
- سيتم إنشاء قاعدة فضائية في البلاد.
- ستزداد الكفاءة في الفضاء من خلال البحث في طقس الفضاء والأرصاد الجوية.
- سيتم تعقب النيازك والكواكب والمزيد من أشكال الفضاء من على الأرض.
- ستجري صناعة الفضاء دراسات متكاملة.
- سيتم إنشاء منطقة تطوير تقنيات الفضاء.
- يركز التعليم الجامعي والدراسات العليا على الفضاء والطيران.
- سيتم إرسال رائد فضاء تركي إلى الفضاء.